# NGC 5883
NGC 5883 (również PGC 54439) – galaktyka soczewkowata (S0), znajdująca się w gwiazdozbiorze Wagi. Odkrył ją Joseph Winlock 30 lipca 1867 roku.